# Haas VF-23
A Haas VF-23 egy Formula–1-es versenyautó, amelyet a Haas F1 Team tervezett a Dallara közreműködésével és versenyeztetett a 2023-as Formula–1 világbajnokság során. Pilótái Kevin Magnussen és az állandó pilótaként ebben az évben visszatérő Nico Hülkenberg voltak. A szezonzáró abu-dzabi első szabadedzésen Oliver Bearman is vezethette az autót.

## Az idény
Ebben az évben új névadó szponzora lett a csapatnak a Rich Energy és az Uralkali után: a MoneyGram pénzküldő szolgáltatás. Ennek köszönhetően a festés is változott: a csapat korai éveit megidéző fekete-fehér-piros lett. Jelentős új szponzor lett még továbbá a Chipotle Mexican Grill, amelynek logóját az amerikai futamokon viselte a csapat. Amerikában különleges, a csillagos-sávos lobogót idéző festést használtak.
A nagy várakozásokkal ellentétben a csapat kiábrándítóan teljesített az idényben. Ennek oka az volt, hogy tervezési hiányosságok miatt az egykörös tempó ugyan rendkívül jó volt (rendszeres volt valamelyik autó szereplése a Q3-ban az időmérő edzéseken, sokszor igen előkelő helyeken), de a csapnivaló gumikezelés miatt a jó rajthelyekről fokozatosan visszaestek a mezőny hátsó traktusaiba a futamok során. Amerikában, utolsóként a csapatok közül, ők is lemásolták a Red Bull kasztniját, de ez nem sokat javított a teljesítményen. Mivel a közvetlen riválisok jobb eredményeket értek el náluk, a Haas utolsóként végzett a konstruktőri bajnokságban.

## Eredmények
Kis számmal jelölve a sprintfutamokon elért helyezések, amennyiben azok pontszerzéssel jártak együtt.
| Év   | Csapat                 | Motor          | Gumik | Pilóták         | Futamok | Futamok | Futamok | Futamok | Futamok | Futamok | Futamok | Futamok | Futamok | Futamok | Futamok | Futamok | Futamok | Futamok | Futamok | Futamok | Futamok | Futamok | Futamok | Futamok | Futamok | Futamok | Pontok | Helyezés |
| Év   | Csapat                 | Motor          | Gumik | Pilóták         | BHR     | SAU     | AUS     | AZE     | MIA     | MON     | ESP     | CAN     | AUT     | GBR     | HUN     | BEL     | NED     | ITA     | SIN     | JPN     | QAT     | USA     | MXC     | SAP     | LVG     | ABU     | Pontok | Helyezés |
| ---- | ---------------------- | -------------- | ----- | --------------- | ------- | ------- | ------- | ------- | ------- | ------- | ------- | ------- | ------- | ------- | ------- | ------- | ------- | ------- | ------- | ------- | ------- | ------- | ------- | ------- | ------- | ------- | ------ | -------- |
| 2023 | MoneyGram Haas F1 Team | Ferrari 066/10 | P     | Nico Hülkenberg | 15      | 12      | 7       | 17      | 15      | 17      | 15      | 15      | KI 6    | 13      | 14      | 18      | 12      | 17      | 13      | 14      | 16      | 11      | 13      | 12      | 19 †    | 15      | 12     | 10.      |
| 2023 | MoneyGram Haas F1 Team | Ferrari 066/10 | P     | Kevin Magnussen | 13      | 10      | 17 †    | 13      | 10      | 19 †    | 18      | 17      | 18      | KI      | 17      | 15      | 14      | 18      | 10      | 15      | 14      | 14      | KI      | KI      | 13      | 20      | 12     | 10.      |

† - nem fejezte be a futamot, de rangsorolták, mert teljesítette a versenytáv 90 százalékát
Hülkenberg az osztrák sprintfutamon 3 pontot szerzett.